# Tabanus ochrogaster
Tabanus ochrogaster är en tvåvingeart som beskrevs av Schuurmans Stekhoven 1932. Tabanus ochrogaster ingår i släktet Tabanus och familjen bromsar. Inga underarter finns listade i Catalogue of Life.